# تاريخ الاشتراكية الديمقراطية
تمثل الاشتراكية الديمقراطية الوجه الحديث للاشتراكية ودعمها الصريح للديمقراطية. تعود أصول الاشتراكية الديمقراطية إلى المفكرين الاشتراكيين اليوتوبيين في القرن التاسع عشر وحركة الميثاقية في بريطانيا العظمى، اللذان اختلفا إلى حد ما في الأهداف، ولكنهما تقاسما هدفًا مشتركًا يقوم على اتخاذ القرارات الديمقراطية والملكية العامة لوسائل الإنتاج، واعتبرا أن هذه هي الخصائص الأساسية للمجتمع الذي يناصرانه. تأثرت الاشتراكية الديمقراطية أيضًا إلى حد كبير بالنموذج التدرجي للاشتراكية الذي روجته الجمعية الفابية في بريطانيا والاشتراكية التطورية التي وضعها إدوارد برنستاين.
في القرن التاسع عشر، كانت الطبقات الحاكمة تخاف من الاشتراكية لأنها تحدت حكمها. واجهت الاشتراكية معارضة منذ ذلك الحين، وغالبًا ما كانت المعارضة منظمة وعنيفة. في بلدان مثل ألمانيا وإيطاليا، حظرت الأحزاب الاشتراكية الديمقراطية، فضلًا عن تطبيق قوانين أوتو فون بسمارك المناهضة للاشتراكية. مع توسع الديمقراطية الليبرالية والاقتراع العام خلال القرن العشرين، أصبحت الاشتراكية الديمقراطية حركة سائدة اتسع نطاقها في جميع أنحاء العالم، إذ حكمت أحزاب يسار الوسط واليسار، وأصبحت الحزب المعارض الرئيسي، أو جزءًا من العملية الديمقراطية في معظم أنحاء العالم الغربي؛ كانت الولايات المتحدة استثناءً واحدًا كبيرًا. أبدت الأحزاب الاشتراكية الديمقراطية إسهامات كبيرة في الديمقراطية الليبرالية القائمة.

## القرن التاسع عشر

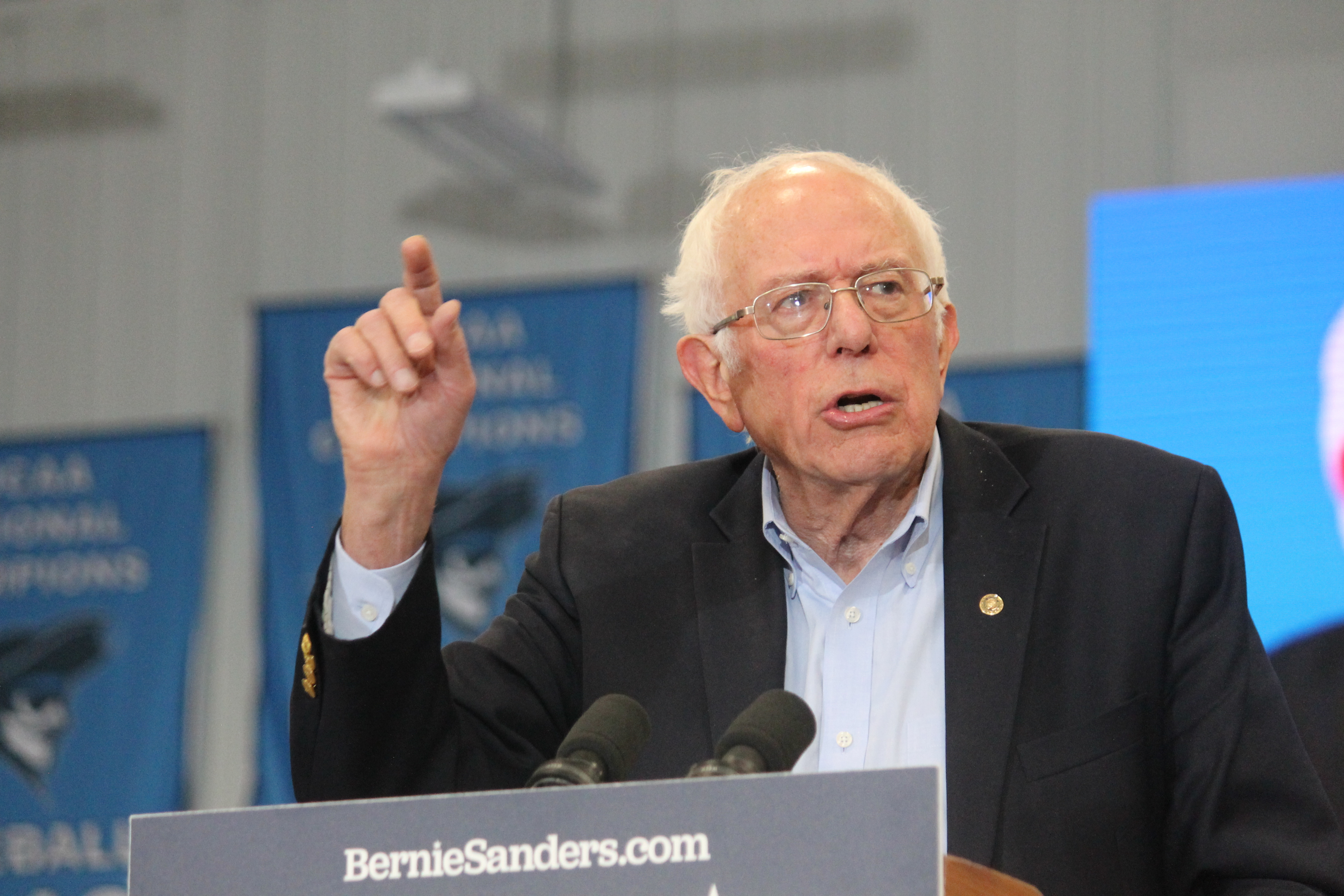
بيرني ساندرز يتحدث أمام الحاضرين في كاونسيل بلافز، آيوا.

### خلفية
قامت النماذج والأفكار الاشتراكية التي تتبنى الملكية العامة أو المشتركة منذ العصور القديمة، ولكن أولى الحركات الاشتراكية الحية نشأت في عشرينيات وثلاثينيات القرن التاسع عشر. كان النقاد الاجتماعيون في أوروبا الغربية، من أمثال روبرت أوين، وتشارلز فورييه، وبيير جوزيف برودون، ولويس بلان، وتشارلز هول، وهيري دي سان سيمون، أول الاشتراكيين المعاصرين الذين انتقدوا الفقر المفرط وعدم المساواة الناجم عن الثورة الصناعية. استخدم المصطلح للمرة الأولى باللغة الإنجليزية في في المجلة التعاونية البريطانية عام 1827، ارتبط بعدها بأتباع أوين مثل رواد روتشديل، الذين أسسوا الحركة التعاونية. أكد أتباع أوين على الديمقراطية التشاركية والاشتراكية الاقتصادية في هيئات تعاونية، واتحادات ائتمانية، وجمعيات مساعدة متبادلة. بالنسبة لأتباع أوين، تداخلوا أيضًا مع عدد من حركات الطبقة العاملة والعمل الأخرى مثل الميثاقية في المملكة المتحدة.
حدد فنر بروكواي ثلاث مجموعات اشتراكية ديمقراطية بدأت أثناء الحرب الأهلية الإنجليزية في كتابه «الاشتراكيون الأوائل في بريطانيا»، أو «المسوون»، الذين كانوا رواد الديمقراطية السياسية وسيادة الشعب؛ و«المحرضون»، الذين كانوا رواد السيطرة التشاركية من جانب أصحاب الرتب في أماكن عملهم، و«الحفارون»، الذين كانوا روادا في الملكية المجتمعية والتعاون والمساواة. استمرت فلسفة وتقاليد الحفارين والمسوين في الفترة التي كتب عنها إي. بي. طومسون في عمله «صنع الطبقة العاملة الإنكليزية» على يد جمعية اليعاقبة من أمثال جمعية لندن للمناصرة ومن قبل مناظرين جدليين مثل توماس باين. برز اهتمامهم بالديمقراطية والعدالة الاجتماعية على حد سواء كسببين رئيسيين لبزوغ الاشتراكية الديمقراطية. تعود أصول الاشتراكية الديمقراطية أيضًا إلى ثورات عام 1848 والاشتراكيين الديمقراطيين الفرنسيين، على الرغم من أن كارل ماركس لم يرق الحركة؛ لأنه اعتبرها حزبًا تسيطر عليه الطبقة المتوسطة، وربط بهم مصطلح «الديمقراطية الاشتراكية»، وكان ذلك أول استخدام له.

### الأصول
جمع الميثاقيون أصواتًا كبيرة لصالح ميثاق الشعب لعام 1838 الذي طالب بتوسيع الاقتراع ليشمل جميع الرجال البالغين. أيضًا، دعا قادة الحركة إلى توزيع أكثر إنصافًا للدخل وظروف معيشية أفضل للطبقات العاملة. ظهرت أول نقابات وجمعيات تعاونية للمستهلكين في المناطق النائية على يد الحركة الميثاقية كوسيلة لتعزيز الكفاح من أجل هذه المطالب. فضل المدافعون الأوائل عن الاشتراكية التسوية الاجتماعية من أجل خلق مجتمع قائم على الجدارة أو «التكنوقراط»، ويقوم على المواهب الفردية في مقابل الامتيازات الأرستقراطية. يعتبر سان سيمون أول فرد صاغ مصطلح الاشتراكية.
انصب اهتمام سيمون على الإمكانات الهائلة للعلم والتكنولوجيا، وأيد إقامة مجتمع اشتراكي يقضي على الجوانب غير المنضبطة من الرأسمالية ويقوم على تكافؤ الفرص. دعا إلى إنشاء مجتمع يصنف فيه كل شخص وفقًا لقدراته ويكافأ وفقا لعمله. تمثل التركيز الرئيسي لاشتراكية سان سيمون على الكفاءة الإدارية والصناعية وعلى الاعتقاد بأن العلم هو مفتاح تقدم الحضارة البشرية. اقترن ذلك برغبة في إنفاذ نمط اقتصادي منظم عقلانيًا، يقوم على التخطيط ويتجه نحو التقدم العلمي والمادي على نطاق واسع، ما يجسد الرغبة في اقتصاد أكثر توجيهًا أو تخطيطًا. جاء الفيلسوف السياسي البريطاني جون ستيوارت مل مناديًا بشكل من أشكال الاشتراكية الاقتصادية في سياق ليبرالي عرف بالاشتراكية الليبرالية. في طبعات لاحقة من «مبادئ الاقتصاد السياسي» (1848)، يقول مل أنه «فيما يتعلق بالنظرية الاقتصادية، لا يوجد شيء من حيث المبدأ في النظرية الاقتصادية يمنع بناء نظام اقتصادي قائم على السياسات الاشتراكية». على نحو مماثل، أثر المصلح الاجتماعي الأميركي هنري جورج، ونظريته الجورجية في تطور الاشتراكية الديمقراطية، خصوصًا فيما يتعلق بالاشتراكية البريطانية، والفابيانية، جنبًا إلى جنب مع مل والمدرسة التاريخية الألمانية للاقتصاد.

#### في بريطانيا
في المملكة المتحدة، مثل ويليام موريس الرابطة الاشتراكية، وفي الثمانينات جمعية فابيان، ثم حزب العمل المستقل الذي أسسه كير هاردي في التسعينات، والذي أصبح الكاتب جورج أورويل عضوًا بارزًا فيه. في أوائل عشرينيات القرن العشرين، حاولت الاشتراكية النقابية التي أسسها جورج كول تصور بديل اشتراكي للشمولية على النمط السوفييتي، في حين عكست الشيوعية المجالسية المواقف الاشتراكية الديمقراطية في نواح عديدة، وخاصة من خلال التخلي عن الدور الطليعي للحزب الثوري والاعتقاد بأن نظام الاتحاد السوفييتي لم يكن اشتراكيًا في أصله.
جمعية فابيان هي منظمة اشتراكية بريطانية أنشئت بغرض النهوض بمبادئ الاشتراكية بوسائل تدرجية وإصلاحية. عملت الجمعية بصفة رئيسية كمؤسسة فكرية، وهي إحدى خمس عشرة جمعية اشتراكية تابعة لحزب العمال. توجد جمعيات مماثلة في أستراليا (جمعية فابيان الأسترالية)، وكندا (مؤسسة دوغلاس - كولدويل، ورابطة الإصلاح الاجتماعي التي انفصلت منذ ذلك الحين)، ونيوزيلندا. أرست الجمعية العديد من الأسس التي يقوم عليها حزب العمال، ثم أثرت لاحقًا على سياسات الدول، بدءًا من إنهاء استعمار الدول من قبل الإمبراطورية البريطانية، وأبرزها الهند وسنغافورة. في الأصل، التزمت الجمعية الفابيانية بإقامة اقتصاد اشتراكي، إلى جانب الالتزام بالإمبريالية البريطانية والاستعمار بوصفهما قوة تقدمية وحديثة. في عام 1889 (الذكرى المئوية للثورة الفرنسية عام 1789)، أنشئت منظمة الأممية الثانية، التي ضمت نحو 384 مندوبًا من 20 بلدًا يمثلون نحو 300 منظمة عمالية واشتراكية. سميث المنظمة بالأممية الاشتراكية وانتخب فريدريك إنجلز رئيسًا فخريًا لها في المؤتمر الثالث عام 1893. طرد الأناركيون ولم يسمح لهم بالدخول أساسًا بسبب ضغوط من الماركسيين. قيل إنه في مرحلة ما تحولت الأممية الثانية «إلى ساحة معركة حول مسألة الاشتراكية التحررية مقابل الاشتراكية السلطوية. ولم يكتفوا بتقديم أنفسهم بوصفهم من أنصار حقوق الأقليات؛ بل إنهم استفزوا أيضًا الماركسيين الألمان لكي يثبتوا وجود تعصب ديكتاتوري، وذلك كان سببًا في منع حركة العمال البريطانية من أتباع الاتجاه الماركسي الذي أشار إليه رواد أمثال هنري هيندمان.